# Giro delle Fiandre 1952
Il Giro delle Fiandre 1952, trentaseiesima edizione della corsa, fu disputato il 6 aprile 1952, per un percorso totale di 258 km. Fu vinto dal belga Roger Decock, al traguardo con il tempo di 7h27'00", alla media di 34,630 km/h, davanti a Loretto Petrucci e Briek Schotte.
I ciclisti che partirono da Gand furono 210; coloro che tagliarono il traguardo a Wetteren furono 43.

## Ordine d'arrivo (Top 10)
| Pos. | Corridore        | Squadra             | Tempo    |
| ---- | ---------------- | ------------------- | -------- |
| 1    | Roger Decock     | Bertin-D'Alessandro | 7h27'00" |
| 2    | Loretto Petrucci | Bianchi-Pirelli     | s.t.     |
| 3    | Briek Schotte    | Alcyon-Dunlop       | s.t.     |
| 4    | Wim van Est      | Garin-Wolber        | a 15"    |
| 5    | Attilio Redolfi  | Mercier-Leducq      | a 23"    |
| 6    | Louison Bobet    | Stella-Huret-Dunlop | a 1'17"  |
| 7    | Désiré Keteleer  | Garin-Wolber        | a 1'53"  |
| 8    | Valère Ollivier  | Bertin-D'Alessandro | a 2'17"  |
| 9    | Jacques Dupont   | Dilecta-Wolber      | a 2'25"  |
| 10   | Lode Anthonis    | Terrot-Hutchinson   | a 11'04" |